# اسکار پرز (بازیکن فوتبال، زاده ۱۹۸۱)
اسکار پرز (انگلیسی: Óscar Pérez؛ زادهٔ ۲۷ اوت ۱۹۸۱) بازیکن فوتبال اهل اسپانیا است.
از باشگاه‌هایی که در آن بازی کرده‌است می‌توان به باشگاه فوتبال راسینگ سانتاندر، باشگاه فوتبال رئال اویدو، باشگاه فوتبال بولتون واندررز، باشگاه فوتبال اودینزه، باشگاه فوتبال راتچابوری، باشگاه فوتبال کوردوبا، باشگاه فوتبال ایبار، باشگاه فوتبال کادیس، باشگاه ورزشی تنریف، و باشگاه فوتبال گرانادا اشاره کرد.